# Vasilevo (kommun)
Vasilevo (makedonska: Василево) är en kommun i Nordmakedonien. Den ligger i den östra delen av landet, 110 km sydost om huvudstaden Skopje. Antalet invånare är 12 122. Arean är 230 kvadratkilometer.
Följande samhällen finns i kommunen Vasilevo:
- Vasilevo
- Nova Maala